# The Best in Me
A The Best in Me (magyarul: Legjobb bennem) Tom Leeb francia énekes dala, mellyel Franciaországot képviselte volna a 2020-as Eurovíziós Dalfesztiválon, Rotterdamban. A dalt és az előadót a francia közszolgálati műsorsugárzó választotta ki a szereplésre.

## Eurovíziós Dalfesztivál
A France Télévisions 2020. január 16-án jelentette be, hogy Tom Leeb alábbi dalát választotta ki az ország képviseletére a következő Eurovíziós Dalfesztiválon. A dalt ugyanezen a napon mutatták be. Érdekesség, hogy a dal szerzői a svéd Thomas G:son és Peter Boström, akik számos eurovíziós dalt írtak már. Egyik legsikeresebb szerzeményük a 2012-es verseny győztese, az Euphoria. Emellett a dal szövegét az előadója mellett Amir Haddad, a 2016-os francia versenyző, John Lundvik, a 2019-es svéd versenyző és Léa Ivanne írta.
Az Eurovíziós Dalfesztiválon a dalt először a május 13-i második elődöntő főpróbáján adták volna elő és emellett automatikus döntősként a május 16-i döntőben versenyzett volna, azonban március 18-án az Európai Műsorsugárzók Uniója bejelentette, hogy 2020-ban nem tudják megrendezni a versenyt a COVID–19-koronavírus-világjárvány miatt.

## Külső hivatkozások
- Dalszöveg (angol nyelven). Genius Lyrics
- A dal videóklippje. YouTube-videó, Eurovision Song Contest, 2020. február 27.